# Chris Paterson
Christopher Douglas Paterson (Edimburgo, 30 marzo 1978) è un ex rugbista a 15 britannico, internazionale per la Scozia, che giocava nel ruolo mediano d'apertura-ala-estremo.

## Carriera
Il 15 novembre 2004, durante la partita Scozia-Giappone, ha superato Andy Irvine diventando il secondo miglior realizzatore di sempre della sua Nazionale, dopo Gavin Hastings. Quel giorno al McDiarmid Park ha segnato 40 punti (tre mete, 11 conversioni, e un calcio di punizione). Il 27 novembre 2004 è diventato il più giovane e leggero giocatore scozzese di sempre a conquistare 50 caps, a 26 anni e 78 kg di peso. Il 26 febbraio 2005 Chris ha eguagliato il record di marcature di Gavin Hastings, di sei calci piazzati convertiti in una sola partita, nella vittoria 18 - 13 contro l'Italia che ha salvato la Scozia dal secondo Wooden Spoon(cucchiaio di legno) consecutivo.
Data la sua incredibile capacità al piede e alla sua corsa elusiva da estremo nel Sei Nazioni del 2005, ed in particolare nella Calcutta Cup disputata contro l'Inghilterra, la sua non convocazione nei British and Irish Lions per il tour in Nuova Zelanda ha sorpreso molti, ed ha contribuito ad alimentare le critiche contro Clive Woodward, reo di aver inserito troppi giocatori inglesi reduci dalla vittoria nella Coppa del Mondo di Rugby del 2003.
È stato nominato dalla BBC miglior estremo del Sei Nazioni nel 2005 e nel 2006. È stato anche il secondo miglior realizzatore della competizione nel 2006, segnando 57 punti (47 al piede), nonostante la Scozia abbia registrato il secondo peggior attacco (78 punti) del campionato. Il 9 febbraio 2008 Paterson ha raggiunto il suo 83º cap per la Scozia contro il Galles, superando il record di Gregor Townsend dei tre-quarti scozzesi. La Scozia ha poi perso quella partita.
Paterson ha realizzato 36 calci consecutivi per la Scozia tra l'11 agosto 2007 e il 7 giugno 2008, non sbagliandone neanche uno durante la Coppa del Mondo di Rugby del 2007 (garantendo alla Scozia il passaggio ai quarti) e il Sei Nazioni del 2008. La serie fu interrotta il 7 giugno 2008, nel Test match contro l'Argentina. Durante questo incontro Paterson ha anche superato il record di punti (667) di Gavin Hastings con la maglia scozzese, eguagliando anche quello di caps (87) detenuto da Scott Murray. Il 14 giugno 2008 ha conquistato l'88º cap, ed è stato nominato "man of the match" nella vittoria contro l'Argentina (26-14) a Buenos Aires.
La sua affidabilità fu di nuovo evidente nel suo club, l'Edimburgo, durante l'ultima partita in casa della Celtic League, vinta 43-3 contro i Newport Gwent Dragons il 9 maggio 2009. Paterson segnò in quell'occasione 28 punti, con un personale di 9 su 9 (5 piazzati e 4 trasformazioni) e segnando una meta.
Chris Paterson è ad oggi il giocatore scozzese con più caps tra quelli sotto i 90 kg, e il miglior realizzatore della storia della Nazionale scozzese. Le statistiche nel 2009 lo hanno consacrato il più preciso calciatore dalla breve distanza. È anche terzo nella lista dei migliori realizzatori di mete della Nazionale scozzese, a due mete di distanza da eguagliare il record detenuto da Tony Stanger e Ian Smith.
Il suo score di 732 punti comprende 22 mete, 86 conversioni, 2 drop e 148 punizioni.